# Telefon komórkowy

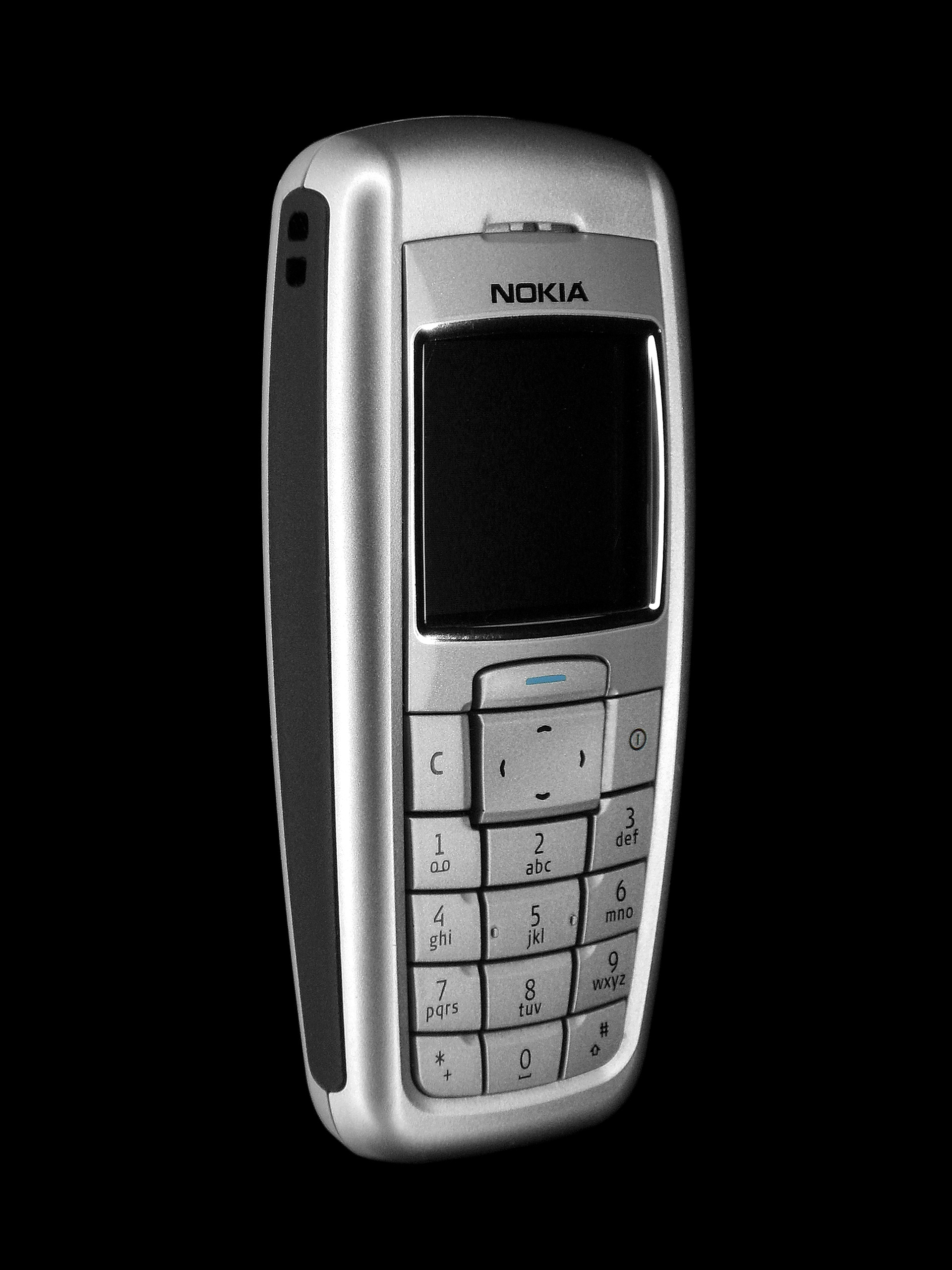
Nokia 2600

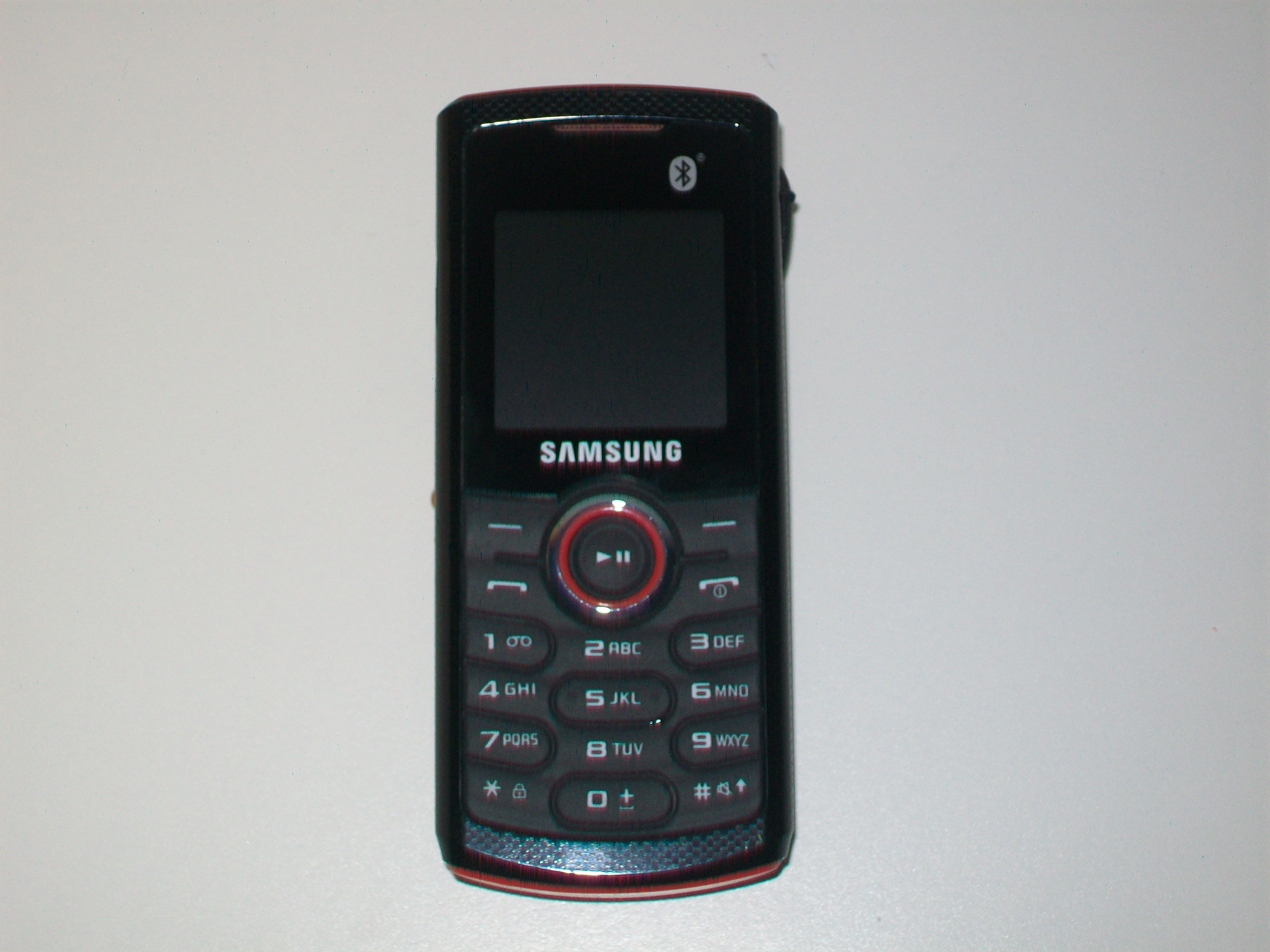
Samsung GT-E2121B

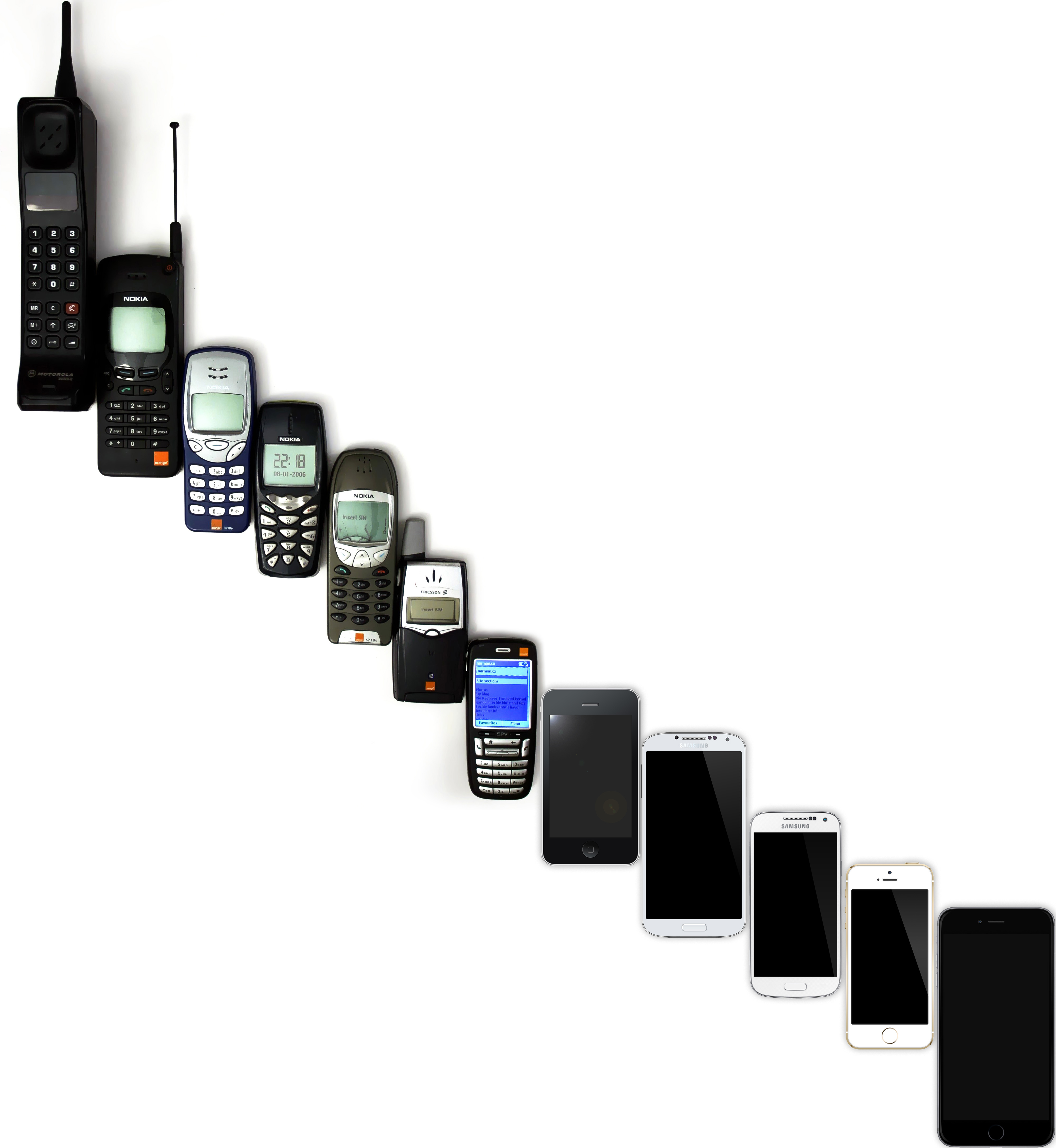
Dwie dekady ewolucji telefonów komórkowych, od Motoroli DynaTAC do iPhone 6 Plus

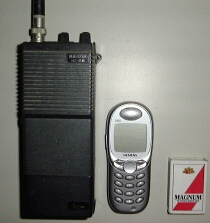
Radiotelefon z 1981 r. (Icom IC2E, FM), telefon komórkowy z 2001 r. (Siemens S45, GSM) oraz pudełko zapałek

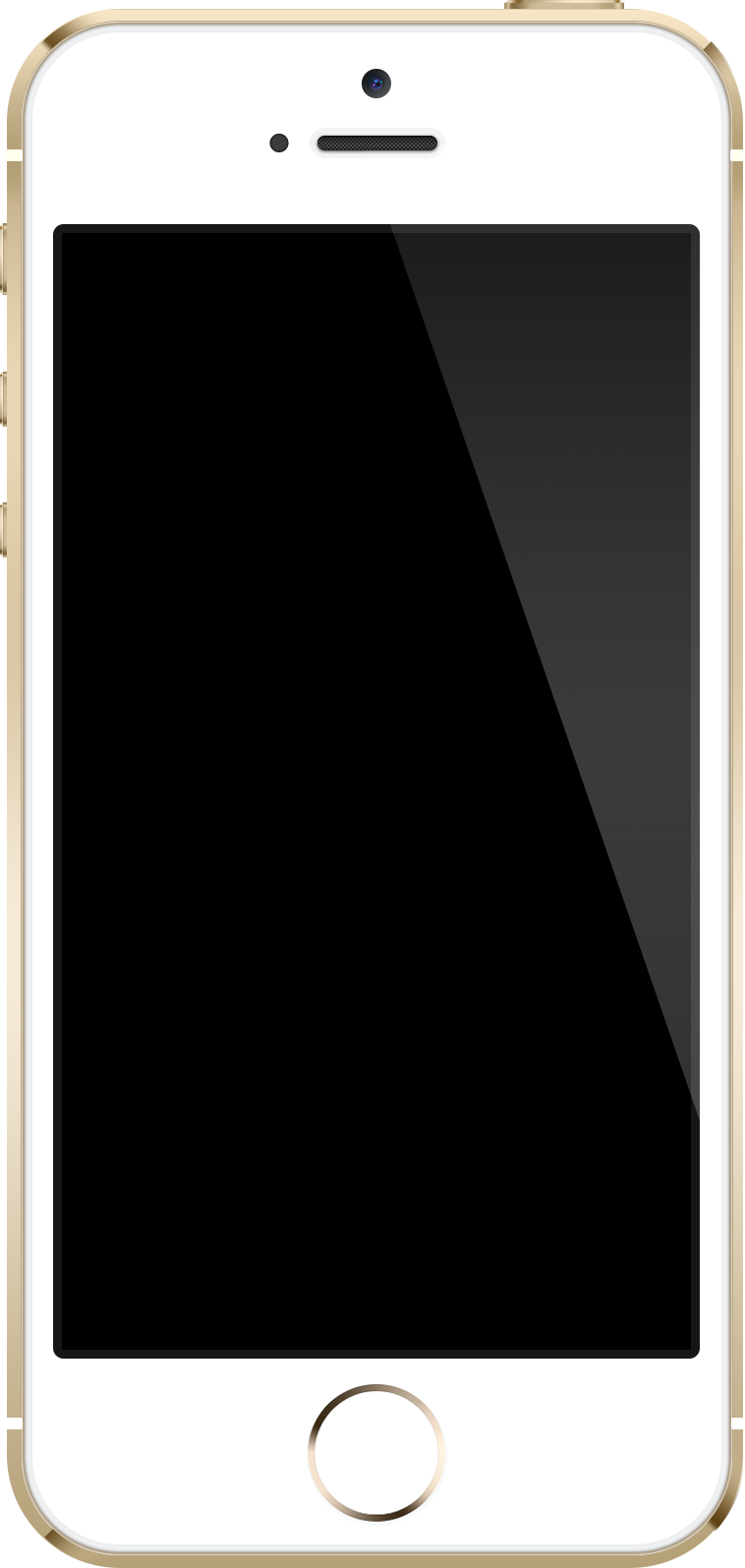
iPhone 5S

Telefon komórkowy, pot. komórka – telefon działający w technologii telefonii komórkowej.
Oprócz tradycyjnej komunikacji głosowej, telefony komórkowe ewoluowały, aby obsługiwać szeroki zakres dodatkowych usług, w których skład wchodzą: wiadomości tekstowe, wiadomości multimedialne, pocztę e-mail i dostęp do Internetu (przez LTE, 5G lub Wi-Fi), a także technologie bezprzewodowe krótkiego zasięgu, takie jak Bluetooth, podczerwień i UWB.
Telefony komórkowe są uważane za ważny wynalazek i jeden za najczęściej używanej i kupowanej elektroniki użytkowej.

## Historia
Próby stworzenia telefonów komórkowych miały miejsce już w latach 40. i 50. W 1946 w USA zbudowano sieć i rozpoczęto eksploatację mobilnych telefonów radiowych Motorola dla klientów prywatnych w samochodach osobowych co było poprzednikiem telefonii komórkowej. Był to jedyny kraj świata, gdzie system został zaakceptowany i zdobył popularność wśród cywilów. Amerykańska policja używa komunikacji bezprzewodowej od 1928. Pierwszy prototyp telefonu komórkowego wykonała szwedzka firma Ericsson w 1956. Telefon ważył 40 kilogramów, a kształtem przypominał walizkę. Urządzenie to kosztowało tyle co samochód. 3 kwietnia 1973 w Nowym Jorku firma Motorola wprowadziła do obrotu swój pierwszy telefon komórkowy DynaTAC (DYNamic Adaptive Total Area Coverage). Telefon ważył 0,8 kg i miał wymiary cegły. 16 września 1975 opublikowano amerykańskie zgłoszenie patentowe US 3,906,166 firmy Motorola pod tytułem Radio telephone system. Pierwsza sieć telefonii komórkowej została uruchomiona w Japonii w 1979 (NTT), natomiast w Polsce w 1992 (Centertel). 21 sierpnia 1983 Federalna Komisja Łączności dopuściła na rynek DynaTAC 8000X. 3 grudnia 1992 roku wysłano po raz pierwszy wiadomość SMS.
Historycznie, można rozróżnić dwa rodzaje systemów dla telefonów komórkowych:
- sieci analogowe – pierwszy rodzaj sieci wspieranych przez telefony komórkowe. Przykładowe standardy: NMT, AMPS
- systemy cyfrowe – globalnie standaryzowane specyfikacje łączności komórkowej w formatach cyfrowych. Przykładowe standardy: GSM, DCS, PCS, UMTS

Według danych statystycznych, pod koniec 2018 roku w Polsce było 48 286 000 abonentów telefonii komórkowej.

## Możliwości telefonów komórkowych
Współczesny telefon komórkowy, oprócz realizowania podstawowej funkcji prowadzenia rozmowy, z reguły wyposażony jest w wiele dodatkowych opcji. Tej klasy telefon zwany jest smartfonem. Opcje te m.in.:
- wykorzystują właściwości sieci (np. SMS lub ich rozwinięcia takie jak EMS, MMS, cyfrowa transmisja danych),
- opierają się na dodatkowym oprogramowaniu np. budzik, notes, organizator, kalkulator, i innych aplikacjach mobilnych.
- posiadają dodatkowe, wbudowane urządzenia np. radio, GPS, aparat fotograficzny,
- łączą się z internetem za pomocą 4G, 5G lub Wi-Fi (zobacz też tethering),
- pozwalają grać w gry mobilne
- niektóre typy posiadają możliwość obsługi dwóch kart SIM jednocześnie,
- akceptacja kart płatniczych z wykorzystaniem telefonu komórkowego[10] (NFC[11]).
- bardzo rozbudowany aparat(np 50 MP, 130 MP), oraz niektóre telefony posiadają dodatkowe przyciski do obsługi aparatów(iPhone 16)

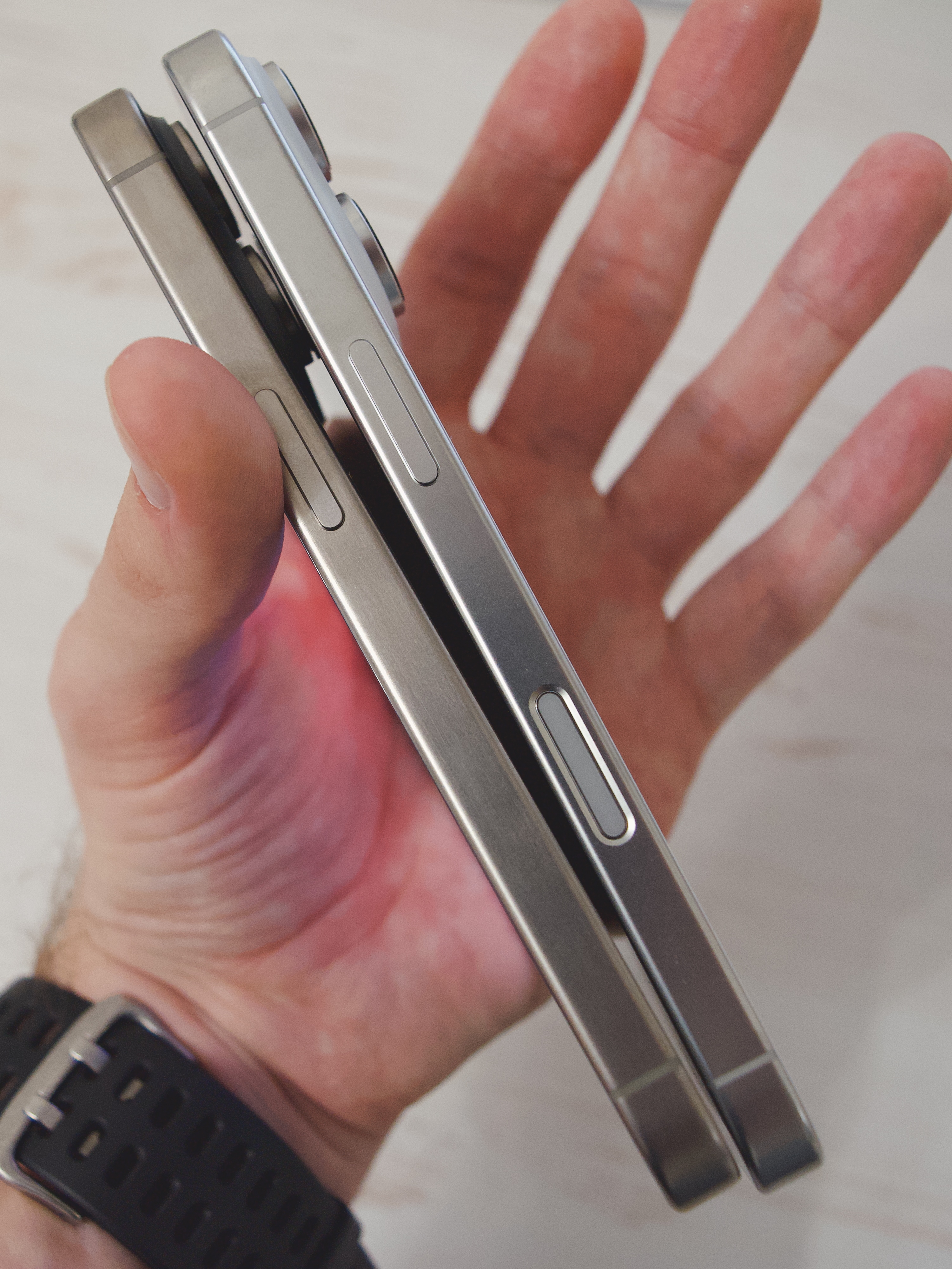
iPhone 16 Z boku widać przycisk służący do obsługi aparatu

## Śledzenie użytkowników telefonów komórkowych
Zasadniczo wszystkie telefony GSM są relatywnie łatwe do namierzenia. Najprostszy telefon GSM, nawet w momencie gdy nie prowadzona jest rozmowa, podaje dane o sobie do stacji BTS, gdzie zapisanie ich pozwala na ustalenie pozycji telefonu (triangulacja, siła sygnału do danej bazy). Teoretycznie dane te wykorzystywane są wyłącznie przez uprawnione organy, aczkolwiek nawet w tym przypadku wielokrotnie stwierdzono podawanie danych, bez uzasadnienia. Wraz z rozwojem technologii stwierdzono wykorzystywanie zawirusowanych aplikacji (np. w celu wywiadu gospodarczego), ale nie tylko. Między innymi według pozwu wobec firmy Microsoft śledzenie odbywało się za pośrednictwem kamery, która wskazuje położenie telefonu za pomocą GPS (bez zgody użytkowników). Stwierdzono i udowodniono zbieranie informacji przez Apple i Google. Sam iPhone (telefon nie ma fabrycznej możliwości wyjęcia baterii) regularnie zapisuje na telefonie pozycje, a dodatkowo użytkownicy na forum Apple’a, skarżą się na robienie przez smartfony (bez ich zgody i wiedzy) zdjęcia przednią kamerką, a później (również bez pytania) wyświetlają takie grafiki podczas rozmowy w trybie FaceTime.

## Warstwy oprogramowania
W telefonie komórkowym najczęściej istnieją 3 warstwy oprogramowania.

### System operacyjny
Telefony pracują pod kontrolą systemu operacyjnego, np. Android, KaiOS, BlackBerry, Symbian, Maemo, iOS, RIM, Windows Phone, Brew Mobile Platform, Firefox OS, Bada.
System operacyjny odpowiedzialny jest za zarządzanie pamięcią, wątkami, komunikację z warstwą sprzętową.

### Platforma
Na systemie operacyjnym zazwyczaj działa platforma, która ułatwia szybkie tworzenie oprogramowania na telefony i posiada wiele podstawowych funkcji telefonu. Są to np.:
- Android (otwarta platforma stworzona pod przewodnictwem Google; oparta na jądrze Linux),
- Infineon; umożliwia stosowanie wielu systemów operacyjnych),
- Bada OS (Samsung Electronics), nierozwijany,
- BREW (Qualcomm; dla systemu operacyjnego REX),
- iOS (Apple; oparty na dystrybucji BSD),
- Motorola, oparta na systemie Linux, nierozwijany,
- Motorola, oparta na systemie Linux,
- Series 60 (Nokia; dostosowana do systemu operacyjnego Symbian),
- UIQ (UIQ; dostosowana do systemu operacyjnego Symbian),
- Windows Phone (Microsoft); nierozwijany, zastąpiony został przez system Windows 10 Mobile,
- Firefox OS (Mozilla Corporation), nierozwijany,
- Blackberry OS (BlackBerry).

### Oprogramowanie telefonu
Jest to warstwa tworzona przez producenta indywidualnie dla każdego telefonu i odróżniająca go od innych telefonów. Producent często tworzy łaty do oprogramowania i umieszcza je na swojej stronie internetowej.

### Warstwa oprogramowania
Warstwa dodatkowych aplikacji, które użytkownik może samodzielnie tworzyć, ładować oraz kasować.
Dzięki możliwości wykorzystania języka programowania Java firmy Sun istnieje możliwość tworzenia aplikacji dla telefonów komórkowych. Dla telefonów nowszych generacji udostępniane są środowiska deweloperskie (np. dla systemów Symbian, Linux), które umożliwiają tworzenie aplikacji bezpośrednio na platformę systemową obsługującą dany telefon.

## Podział telefonów komórkowych
Ze względu na obudowę rozróżniamy telefony komórkowe jako:
- jednobryłowy, np. Nokia 2600, Siemens S45, Sony Ericsson K800i.
- z klapką, np. Sony Ericsson W300i.
- rozsuwany, np. Nokia 5300.
- obrotowy, np. Nokia 3250, Nokia 5700, Sony Ericsson W550i.
- dotykowy, np. iPhone, Xiaomi.
- składany/rozkładany, np. Samsung Galaxy Fold

Do telefonów stosuje się różnego rodzaju karty pamięci typu Flash EEPROM, m.in. Memory Stick, MMC (MultiMedia Card), SD (Secure Digital).
Telefon o rozbudowanych funkcjach organizera i przeglądarki, zawierający arkusz kalkulacyjny itp. nazywany bywa smartfonem.

## Sprzedaż telefonów na świecie
W drugim kwartale 2010 największy udział w sprzedaży telefonów komórkowych posiadała fińska Nokia – 36,1%, na drugim miejscu znajdował się Samsung – 20,7%. Kolejne pozycje zajmowały firmy: LG (10%), Research in Motion oraz Sony Ericsson (3%). W sumie, pięciu pierwszych potentatów w produkcji sprzętu elektronicznego posiadało ok. 80% udziałów w rynku związanym z produkcją i sprzedażą telefonów komórkowych.
Infonetics prognozowało, że w 2012 liczba aktywnych użytkowników wszystkich systemów telefonii mobilnej (GSM, W-CDMA, LTE, TD-CDMA, cdmaOne, CDMA2000) przekroczy 6 mld.

## Telefony komórkowe w Polsce
Jak wynika z przeprowadzonych w Polsce w 2006 roku badań, penetracja telefonii komórkowej – czyli stosunek aktywnych kart SIM do liczby mieszkańców, wynosił 96,27% (średnia w pozostałych krajach UE wynosiła w październiku 2006 roku 107,4%). Wśród osób w wieku od 13 do 19 lat odsetek posiadaczy wynosił 91%, natomiast w przedziale wiekowym 20–29 wynosił 95%. Według kryteriów mieszkaniowych, najwięcej posiadaczy było wśród ludności średniej wielkości miast – 79%, a pod względem wykształcenia dominowały osoby z wykształceniem wyższym – 86%. Odsetek osób posiadających więcej niż jeden telefon komórkowy pod koniec 2006 roku to ok. 11% użytkowników.
Według stanu na koniec 2010 r. liczba aktywnych kart SIM telefonii ruchomej wynosiła 47,5 mln (o 5,5% więcej niż 2009). Na 100 mieszkańców przypadało 124,3 kart SIM (w 2009 – 117,9).
Według szacunków GUS, na koniec 2011 roku w polskich sieciach komórkowych działało 50,7025 mln kart SIM (roczny przyrost o ok. 3,2 mln). Penetracja (liczba kart SIM na 100 mieszkańców) wyniosła 132,67.

## Porównanie podobnych urządzeń
Telefon bezprzewodowyTelefon z bezprzewodową słuchawką, która komunikuje się za pomocą fal radiowych ze stacją bazową podłączoną do sieci telefonów stacjonarnych.
RadiotelefonNiewielka, uproszczona radiostacja nadawczo-odbiorcza służąca do porozumiewania się głosem na niewielkie odległości, pełniąca rolę mobilnego telefonu. Radiotelefon pracuje bez infrastruktury sieci.
Telefon satelitarnyUrządzenie zapewniające łączność głosową i przesyłanie danych w obu kierunkach z wykorzystaniem satelitów telekomunikacyjnych. Bezpośrednia łączność między urządzeniem końcowym, a więc telefonem oraz satelitą jest zapewniona drogą radiową. Tak więc połączenie może być nawiązane również na obszarach niepokrytych zasięgiem sieci telefonii komórkowej, jak np. morza, pustynie. Satelita przekazuje dane do stacji naziemnych, gdzie są dalej przekazywane do innych sieci telefonicznych.
Telefon VoIPTyp aparatu telefonicznego, który w przeciwieństwie do tradycyjnych aparatów PSTN lub ISDN nie jest podłączany do linii telefonicznej, lecz do Internetu, a rozmowy przeprowadzamy, korzystając z VoIP.